# Rodan (imię)
Rodan – męskie imię pochodzenia celtyckiego, oboczna forma imienia Ruadán, które jest zdrobnieniem.  Patronem imienia jest św. Rodan z Lorrha, apostoł Irlandii.
Rodan imieniny obchodzi 15 kwietnia, jako wspomnienie św. Rodana.
Zobacz też:
- Rodan (ujednoznacznienie)